# Служба победе Польши
Слу́жба побе́де По́льши (пол. Służba Zwycięstwu Polski, SZP) — польская подпольная военно-политическая организация, созданная во время Второй мировой войны.
Главной целью СПП была борьба за освобождение Польши от оккупации и восстановление государства в границах на Востоке до 1939 года, тактической целью являлось возрождение и реорганизация польской армии и создание временных центров власти. Кадровую основу СПП составляли офицеры (кадровые офицеры, офицеры запаса и офицеры в отставке), служившие в польской армии 1918—1939 годов. СПП руководило Главное командование (KG) СПП.
Организационная структура СПП повторяла структуру подпольной Польской военной организации.
Арсенал её пополнился оружием бывшей польской армии, брошенным или спрятанным в 1939 г. Целью СПП была подготовка к вступлению в бой в тот момент, когда немцы надорвутся, обучение, заготовка оружия, разведывательная деятельность, пропаганда.
СПП была создана группой высших офицеров польской армии по приказу командующего обороной Варшавы генерала Юлиуша Руммеля 27 сентября 1939 года (за день до капитуляции города) со ссылкой на распоряжение маршала Э. Рыдз-Смиглого. Изначально в подполье ушло много офицеров, схроны с оружием сознательно прятали военные в последние дни перед капитуляцией.
«Служба победе Польши» была основана по соглашению 3 политических партий, а также командующего армии «Варшава» генерала Юлиуша Руммеля и президента столицы — Стефана Стажинского. Начальником был назначен генерал Михал Токажевский-Карашевич. Вначале она насчитывала около 20 офицеров.
3 октября 1939 года в Варшаве, в подвалах Польского Сбербанка, состоялось организационное собрание, в котором приняли участие бригадный генерал М. Карашевич-Токажевский, полковник Стефан Ровецкий, посол сейма Мечислав Недзялковский как представитель Польской Социалистической партии, маршал сейма как представитель Народной партии, профессор Роман Рыбарский как представитель Национальной партии и президент Варшавы Стефан Стажыньский. Командующим подпольной организации, названной «Службой победе Польши», был назначен генерал М. Карашевич-Токажевский, а начальником штаба — полковник Стефан Ровецкий. При СПП был организован Главный политический совет в его состав вошли представители Национальной партии (пол. Stronnictwo Narodowe (SN)), людовцев (Крестьянской партии) (пол. Stronnictwo Ludowe (SL)),Польской социалистической партии (пол. Polska Partia Socjalistyczna (PPS)) в составе Мечислава Недзялковского (ППС), Мацея Ратая (SL) и Леона Новодворского (SN). В СПП использовали псевдонимы. Центральным печатным органом СПП являлся «Информационный Бюллетень», выходивший с 5 ноября 1939 года. В основе подпольной организации СПП лежал принцип территориально-административного деления. Территория Польши была разделена на несколько округов СПП (территорий бывших воеводств), обводы — территории бывших повятoв).
C октября комендант СПП поддерживал — через курьеров — связь с эмигрантским правительством Польши и штабом Верховного Главнокомандующего. По составу СПП была неоднородна охватывая как сторонников, так и противников санации. Подобное положение вещей решительно не устраивало Верховного Главнокомандующего — генерала Сикорского, считавшего, что деятели режима санации не должны больше участвовать в политической жизни.
На основании приказа генерала Сикорского от 13 ноября 1939 года, в декабре того же года СПП была переименована в «Союз вооружённой борьбы» (СВБ). Тем самым Сикорский ограничил политическое влияние сторонников санационного режима и разделил подполье на вооружённое и гражданское. Новый Союз вооружённой борьбы входил в оперативное управление правительства Польши в изгнании и считал своей основной задачей формирование польской армии в подполье.
Тем не менее, Служба победе Польши существовала практически до января 1940 года.